# Denis D’Amour

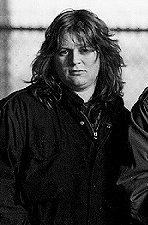
Piggy (1986)

Denis D’Amour (* 24. September 1959; † 26. August 2005 in Montreal), Spitzname Piggy, war ein kanadischer Musiker. Bekanntheit erlangte er als Gitarrist und Haupt-Songwriter der Metal-Band Voivod. Sein Markenzeichen war die Kombination von Progressive Rock mit komplexen Jazz-Akkorden.

## Biografie
Denis D’Amour wuchs in Jonquière auf, einer Industriestadt rund fünf Autostunden nördlich von Québec. Seine erste Band Death Dealer gründete er 1980 gemeinsam mit seinem Highschool-Freund Michel Langevin am Schlagzeug. Die beiden lernten 1981 Jean-Yves Theriault, einen lokalen DJ, kennen und D’Amour brachte ihm das Bass-Spielen bei.
Im November 1982 gründete das Trio die Thrash-Metal-Band Voivod, deren Haupt-Songwriter und musikalischer Kopf D’Amour bis zu seinem Tod war.
Seinen Spitznamen „Piggy“ erhielt er wegen seiner Leibesfülle. 
Mitte der 1990er Jahre betrieb er gemeinsam mit Voivod-Schlagzeuger Michel Langevin und Metallica-Bassist Jason Newsted das Projekt Tarrat, das jedoch nicht über das Demostadium hinauskam.
Im Frühjahr 2005 wurde bei D’Amour Darmkrebs festgestellt, am 26. August 2005 starb er in einem Krankenhaus in Montreal. Er hinterließ den Musikern von Voivod rund 20 Demo-Songs auf seinem Laptop, welche die Basis für das 2006 veröffentlichte Studioalbum Katorz bildeten. 
Neben seinen Aktivitäten für Voivod spielte er auf dem 2001 erschienenen Comeback-Album der kanadischen Rock-Band Aut’Chose die Gitarrenparts ein.
Das Magazin Guitar World führte D’Amour 2004 auf Platz 93 der 100 besten Metalgitarristen aller Zeiten.

## Diskografie
mit Voivod
mit Aut’Chose
- 2001: Dans la jungle des villes